# Moulbaix
 Moulbaix  is een dorp in de Belgische provincie Henegouwen, en een deelgemeente van de Waalse stad Aat.
Moulbaix was een zelfstandige gemeente, tot die bij de gemeentelijke herindeling van 1977 toegevoegd werd aan de gemeente Aat.

## Bezienswaardigheden
- De Moulin de la Marquise, een standerdmolen van 1747.
- De Sint-Sulpitiuskerk (Église Saint-Sulpice) van 1750 werd gebouwd ter vervanging van de hofkapel.
- Op het kerkhof bevindt zich een neogotische kapel voor de kasteelheren van Moulbaix.
- Het Kasteel van Moulbaix werd in 1860 in Tudorstijl gebouwd. Het kasteel bevat vele kunstvoorwerpen en wordt omringd door een landschapspark van 85 ha.

## Natuur en landschap
Belangrijk is het kasteelpark van Moulbaix. De hoogte aan de kerk bedraagt 43 meter. In het noordoosten is een heuvel van 72 meter.

## Demografische ontwikkeling
- Bronnen:NIS, Opm:1831 tot en met 1970=volkstellingen, 1976= inwoneraantal op 31 december

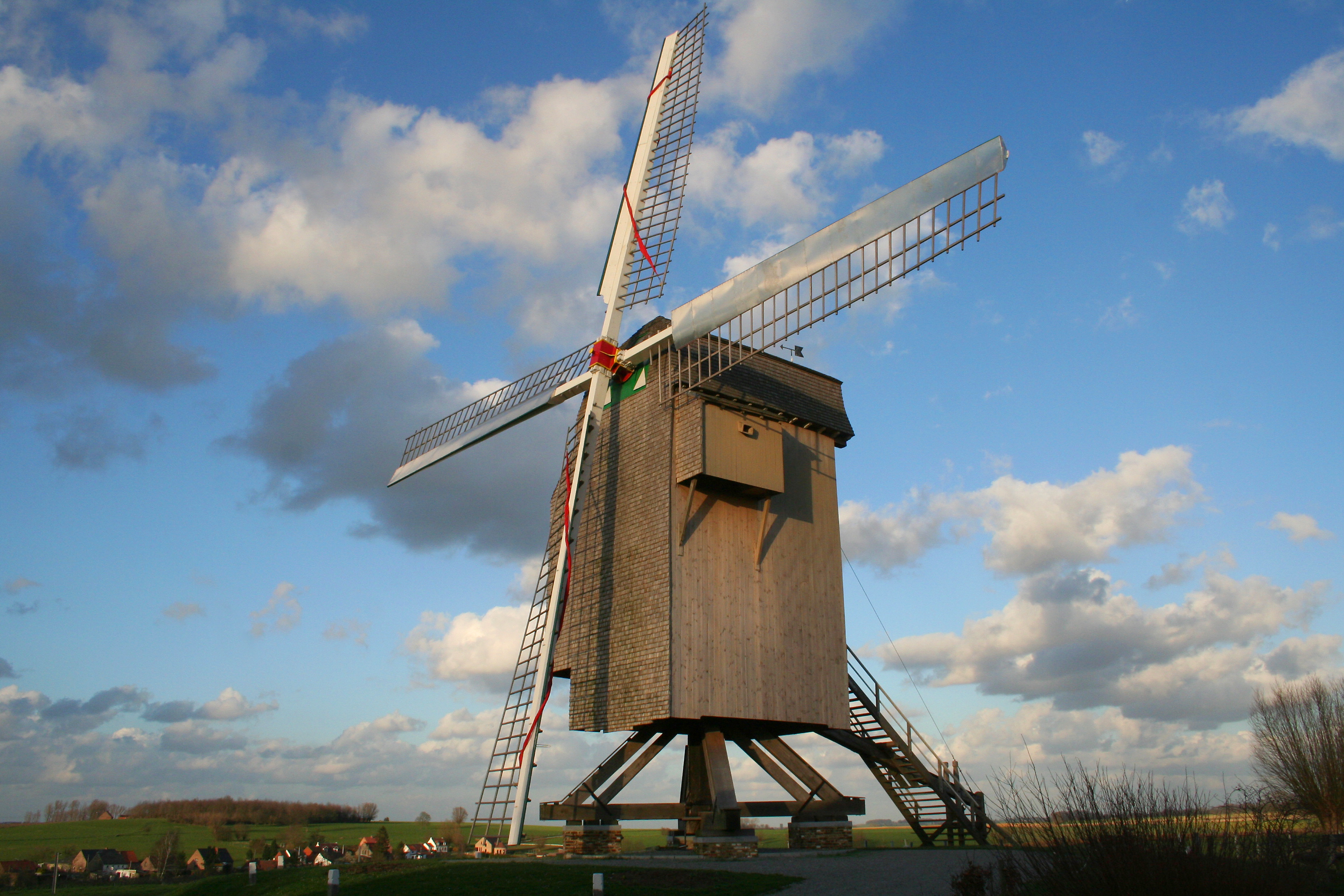
Moulin de la Marquise

## Geboren te Moulbaix
- Petrus Josephus Bille (1745-1807), zanger en componist
- Jean-Gabriel du Chasteler (1763-1825), generaal in Oostenrijkse dienst

## Nabijgelegen kernen
Ligne, Ormeignies, Autreppe, Chapelle-à-Oie